# Квазигруппа (математика)
Квазигруппа — магма, в которой всегда возможно деление. В отличие от группы, квазигруппа не обязана быть ассоциативной и не обязана иметь нейтральный элемент. Любая ассоциативная квазигруппа с определенным на ней нейтральным элементом является группой.

## Определения и свойства
Квазигруппой называют пару (Q, *) из непустого множества Q с бинарной операцией * : Q × Q → Q, удовлетворяющей следующему условию: для любых элементов a и b из Q найдутся единственные элементы x и y из Q, такие что
- a * x = b
- y * a = b

Решения этих уравнений иногда записывают так:
- x = a \ b
- y = b / a

Операции \ и / называют левым делением и правым делением.
Квазигруппу с единицей называют также лупой (от англ. loop — петля).
Если между элементами двух квазигрупп Q и R можно установить биекцию (то есть они равномощны как множества), говорят, что Q и R имеют одинаковый порядок. Если при этом существуют перестановки A, B, C, действующие на элементах этих квазигрупп, такие что
- (x, y) = [xA, yB]C

(здесь (,) и [ , ] — операции в Q и R соответственно), то такие квазигруппы называют изотопными.
Для любой квазигруппы существует лупа, которой она изотопна. Если же лупа изотопна группе, то эта лупа является группой. В более общем случае: если полугруппа изотопна лупе, то они изоморфны и обе изоморфны некоторой группе. Изотопия, в некотором[каком?] смысле, эквивалентна изоморфизму групп, но существуют квазигруппы изотопные, но не изоморфные группам.
Любой латинский квадрат является таблицей умножения (таблицей Кэли) квазигруппы.
Квазигруппа называется полностью антисимметричной, если выполняются ещё два свойства:
- если для некоторых a и b из квазигруппы оказалось, что a * b = b * a, то a = b;
- если для некоторых a, b и c из квазигруппы оказалось, что ( a * b ) * c = ( a * c ) * b, то b = c.

В 2004 году М. Дамм представил примеры полностью антисимметричных квазигрупп, что явилось значительным математическим достижением XXI века. 
Полностью антисимметричные квазигруппы (квазигруппы Дамма) используются в кодах, распознающих ошибку (алгоритм Дамма).

## Примеры
- Любая группа является также и квазигруппой, так как a * x = b {\displaystyle \Leftrightarrow } x = a−1 * b, y * a = b {\displaystyle \Leftrightarrow } y = b * a−1.
- Целые числа ({\displaystyle \mathbb {Z} }) с операцией вычитания (−) являются квазигруппой.
- Ненулевые рациональные числа {\displaystyle \mathbb {Q} } (или вещественные — {\displaystyle \mathbb {R} }) с операцией деления (÷) являются квазигруппой.
- Множество {±1, ±i, ±j, ±k}, где ii = jj = kk = +1 и все остальные произведения определяются так же, как в кватернионах, является квазигруппой с единицей (лупой).
- Любое векторное пространство над полем вещественных чисел относительно операции x * y = (x + y) / 2 образует структуру идемпотентной коммутативной квазигруппы.